# فاجعه هوایی کگ‌ورث
فاجعه هوایی کگ‌ورث در تاریخ ۸ ژانویه ۱۹۸۹ هنگامی که پرواز ۹۲ بریتیش میدلند با یک فروند بوئینگ ۷۳۷-۴۰۰ بر روی خاکریزی مابین بزرگراه M1 و جاده A453 در نزدیکی کگ‌ورث، لستر، انگلستان سقوط کرد رخ داد. این حادثه در حالی به وقوع پیوست که خلبانان در تلاش برای فرود اضطراری در فرودگاه ایست میدلند بودند. 
این هواپیما در یک پرواز برنامه ریزی شده در حال پرواز از فرودگاه هیترو لندن به فرودگاه بین‌المللی بلفاست بود. هنگامی که یک تیغه فن در موتور سمت چپ شکست سامانه تهویه هوا مختل شد و کابین هواپیما با دود پر شد. خلبانان معتقد بودند که این امر نشانگر نقص در موتور صحیح است، زیرا مدل‌های قبلی ۷۳۷ ، کابین هواپیما را با موتور سمت راست تهویه کرده و از این امر آگاه نبودند که در سری ۴۰۰ از سیستم متفاوتی استفاده می‌شود. خدمه به اشتباه موتور سالم را خاموش کردند و سوخت بیشتری را به یک موتور خراب وارد کردند که در شعله های آتش سوخته بود. از ۱۲۶ نفر در این پرواز ۴۷ نفر جان باختند و ۷۴ نفر نیز مجروحیت جدی متحمل شدند. 
این تحقیق شکستگی تیغه فن را به خستگی فلز ناشی از لرزش سنگین در موتورهای تازه به روز شده نسبت داد. 

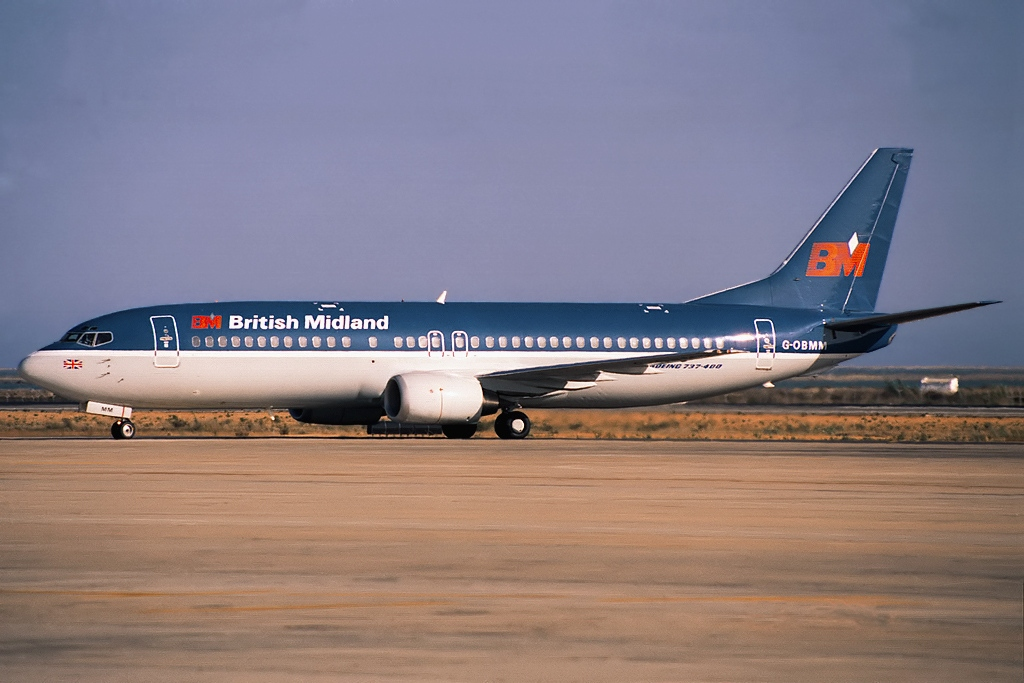
یک فروند بوئینگ 737-400 انگلیسی شبیه هواپیمای حادثه دیده است.